# Romain Seigle
Romain Seigle (Vienne, 11 oktober 1994) is een Frans wegwielrenner, mountainbiker en voormalig veldrijder.

## Carrière
Als veldrijder werd Seigle in het seizoen 2011-2012 tweede op het nationale kampioenschap, derde op het Europese kampioenschap en negende op het wereldkampioenschap, telkens bij de junioren. Daarnaast werd hij in 2012 in diezelfde leeftijdscategorie Europees kampioen crosscountry op de mountainbike.
Op de weg werd Seigle in 2017 onder meer zesde in het eindklassement van de Circuit des Ardennes en tiende in dat van de Ronde van Savoie. Later dat jaar mocht hij stage lopen bij FDJ. In september werd bekend dat hij voor het seizoen 2018 een profcontract had getekend bij diezelfde ploeg.

## Mountainbiken

### Palmares (crosscountry)
| Seizoen  | Wereldbeker | Coupe de France | WK       | EK       | FK       | Overige  | Totaal aantal zeges |
| Junioren | Junioren    | Junioren        | Junioren | Junioren | Junioren | Junioren | Junioren            |
| -------- | ----------- | --------------- | -------- | -------- | -------- | -------- | ------------------- |
| 2011     |             |                 | 25e      |          |          |          | 0                   |
| 2012     | Houffalize  |                 | 4e       | Goud     | Zilver   |          | 1                   |
| Beloften |             |                 |          |          |          |          |                     |
| 2014     |             |                 |          |          | 4e       |          | 0                   |
| 2015     |             |                 | 21e      | 15e      | Brons    |          | 0                   |
| 2016     |             |                 | 22e      | 15e      |          |          | 0                   |

## Veldrijden

### Palmares
| Seizoen   | Wereldbeker | Coupe de France | WK       | EK       | FK       | Overige  | Totaal aantal zeges |
| Junioren  | Junioren    | Junioren        | Junioren | Junioren | Junioren | Junioren | Junioren            |
| --------- | ----------- | --------------- | -------- | -------- | -------- | -------- | ------------------- |
| 2010-2011 |             |                 |          |          | 7e       |          | 0                   |
| 2011-2012 |             |                 | 9e       | ↑        | Zilver   |          | 0                   |
| Beloften  |             |                 |          |          |          |          |                     |
| 2014-2015 |             | Lanarvilly      |          | 19e      |          |          | 1                   |

## Wielrennen op de weg

### Resultaten in voornaamste wedstrijden
| Jaar | Ronde van Italië | Ronde van Frankrijk | Ronde van Spanje |
| ---- | ---------------- | ------------------- | ---------------- |
| 2018 |                  |                     |                  |
| 2019 |                  |                     | 80e              |
| 2020 |                  |                     | opgave           |
| 2021 | 88e              |                     |                  |

| Jaar | Amstel Gold Race | Luik-Bast.‑Luik | Ronde van Lombardije | Waalse Pijl |
| ---- | ---------------- | --------------- | -------------------- | ----------- |
| 2018 | opgave           | 116e            |                      | 75e         |
| 2019 | 93e              | opgave          |                      | 74e         |
| 2020 |                  | 104e            | buit.tijd            | opgave      |
| 2021 | opgave           | 66e             |                      | 94e         |

## Ploegen
- 2017 –  FDJ (stagiair vanaf 28-7)
- 2018 –  Groupama-FDJ
- 2019 –  Groupama-FDJ
- 2020 –  Groupama-FDJ
- 2021 –  Groupama-FDJ

Bonnet · Cimolai · Courteille · Delage · Démare · Eiking · Fournier · Gaudu · Guarnieri · Hoelgaard · Konovalovas · Ladagnous · Le Bon · Le Gac · Ludvigsson · Maison · Manzin · Molard · Morabito · Pineau · Pinot · Reichenbach · Reza · Roux · Roy · Sarreau · Vaugrenard · Vichot · Vincent · Armirail (stagiair) · Madouas (stagiair) · Seigle (stagiair)
Armirail · Bonnet · Cimolai · Delage · Démare · Duchesne · Gaudu · Guarnieri · Hoelgaard · Konovalovas · Ladagnous · Le Gac · Ludvigsson · Madouas · Molard · Morabito · Pinot · Preidler · Reichenbach · Roux · Roy · Sarreau · Seigle · Sinkeldam · Thomas · Vaugrenard · Vichot · Vincent
Armirail · Bonnet · Delage · Démare · Duchesne · Frankiny · Gaudu · Geniets · Guarnieri · Hoelgaard · Konovalovas · Küng · Ladagnous · Le Gac · Ludvigsson · Madouas · Molard · Morabito · Pinot · Preidler · Reichenbach · Roux · Sarreau · Scotson · Seigle · Sinkeldam · Thomas · Vaugrenard · Vincent · Brunel (stagiair) · Jerman (stagiair) · Louvel (stagiair)
Armirail · Bonnet · Brunel · Delage · Démare · Duchesne · Frankiny · Gaudu · Geniets · Guarnieri · Gugliemi · Konovalovas · Küng   · Ladagnous · Le Gac · Lienhard · Ludvigsson · Madouas · Molard · Pinot · Reichenbach · Roux · Sarreau · Scotson · Seigle · Sinkeldam · Thomas · Vincent · Davy (stagiair) · Stewart (stagiair)
Armirail · Badilatti · van den Berg · Bonnet · Brunel · Davy · Delage · Démare · Duchesne · Gaudu · Geniets · Guarnieri · Gugliemi · Konovalovas · Küng     · Ladagnous · Le Gac · Lienhard · Ludvigsson · Madouas · Molard · Pinot · Reichenbach · Roux · Scotson · Seigle · Sinkeldam · Stewart · Thomas · Valter